# Salaam Bombay!
Salaam Bombay! es una película de Mira Nair escrita por Sooni Taraporevala y Mira Nair. Narra la historia de la vida cotidiana de los niños de la calle en Bombay. Ganó numerosos premios, entre ellos el Premio Caméra d'Or y el Premio Nacional a la Mejor Película (de la India). Consiguió una nominación al Oscar en la categoría de Mejor Película Extranjera.

## Reparto
- Shafiq Syed - Krishna/Chaipau
- Hansa Vithal - Manju
- Chanda Sharma - Sola Saal
- Raghuvir Yadav - Chillum
- Anita Kanwar - Rekha
- Nana Patekar - Baba
- Irrfan Khan - Escritor de cartas
- Raju Barnad - Keera
- Chandrashekhar Naidu - Chungal
- Sarfuddin Quarrassi - Koyla
- Mohanraj Babu - Salim
- Sanjana Kapoor - Reportero

## Premios
- 1988: Audience Award, Festival de Cannes
- 1988: Caméra d'Or, Festival de Cannes
- 1988: Premio National Film a Mejor Película (Hindi)
- 1988: Premio National Film al Mejor  Actor-niño: Shafiq Syed[2]
- 1988: Premios de National Board of Review: Mejor película extranjera
- 1988: Premio Lillian Gish a la Excelencia en el Cine, Festival de Los Angeles Women in Film
- 1988: Premio del Jurado, Festival Internacional de Cine de Montreal
- 1988: Película Más Popular, Festival Internacional de Cine de Montreal
- 1988: Premio del Jurado Ecuménico, Festival Internacional de Cine de Montreal